# The Art of Loss
The Art of Loss är det amerikanska progressiv metal-bandet Redemptions sjätte studioalbum. Albumet utgavs 26 februari 2016 av skivbolaget Metal Blade Records.

## Låtlista
1. "The Art of Loss" – 5:22
2. "Slouching Towards Bethlehem" – 8:06
3. "Damaged" – 4:56
4. "Hope Dies Last" – 10:33
5. "That Golden Light" – 4:54
6. "Thirty Silver" – 6:25
7. "The Center of the Fire" – 7:55
8. "Love, Reign o'er Me" (The Who-cover) – 5:08
9. "At Day's End" – 22:33

## Medverkande
Redemption-medlemmar
- Ray Alder – sång
- Nick Van Dyk – gitarr, keyboard
- Sean Andrews – basgitarr
- Chris Quirarte – trummor
- Greg Hosharian – keyboard

Bidragande musiker
- Simone Mularoni – sologitarr (spår 1, 2, 7, 9)
- Chris Poland – sologitarr (spår 1, 2, 4, 6, 9)
- Marty Friedman – sologitarr (spår 3, 6)
- Chris Broderick – sologitarr (spår 6)
- John Bush – sång (spår 8)

Produktion
- Tommy Hansen – producent, ljudmix, mastering
- Nick Van Dyk – producent, ljudtekniker, omslagsdesign, omslagskonst
- Smiley Sean, Randy Pevler, Takao Nakazato, Joey Vera – ljudtekniker
- Travis Smith – omslagskonst
- Stephanie Cabral – foto